# While petlja
U većini računalnih programskih jezika, while petlja je naredba upravljanja tokom koja dopušta opetovano izvršenje koda u ovisnosti o danom bulovskom uvjetu. While petlja se može shvatiti kao ponavljajuća if naredba.
While konstrukt se sastoji od bloka koda i uvjeta. Uvjet je prvo evaluiran - ako je uvjet logička istina, kod se unutar bloka izvršuje. Ovo se ponavlja sve dok uvjet ne postane lažan. S obzirom na to da while petlja provjeruje uvjet prije izvršenja bloka koda, upravljačka je struktura često poznata kao pred-test petlja. Valja je usporediti s do while petljom koja ispituje uvjet nakon izvršenja petlje.
Primjerice, u C-u (kao i u Javi i C++u, koji koriste istu sintaksu u ovom slučaju), odsječak koda
```
 
x
 
=
 
0
;

 
while
 
(
x
 
<
 
3
)

 
{

    
x
++
;

 
}

```

prvo provjeruje je li x veći od 3, a s obzirom na to da nije, inkrementira ga za 1. Potom opet provjeruje dani uvjet, opet izvršuje, ponavljajući ovaj postupak sve dok varijabla x ne dosegne vrijednost 3.
Valja uočiti da je moguće, u nekim slučajevima čak i poželjno, da se uvjet uvijek evaluira u logičku istinu, stvarajući beskonačnu petlju. Kad se takva petlja hotimice stvori, obično postoji neka druga upravljačka struktura (poznata kao break naredba) koja upravlja terminacijom petlje.

## Demonstracijawhilepetlji
Ove će petlje izračunati faktorijelu broja 5:

### QBasiciliVisual Basic
```
  
'Inicijaliziraj varijable

  
Dim
 
brojac
 
as
 
Integer
 
:
 
brojac
 
=
 
5

  
Dim
 
faktorijela
 
as
 
Long
 
:
 
faktorijela
 
=
 
1

  
Do
 
While
 
brojac
 
>
 
0

    
faktorijela
 
=
 
faktorijela
 
*
 
brojac
     
'Množi

    
brojac
 
=
 
brojac
 
-
 
1
                    
'Dekrementiraj

  
Loop

  
Print
 
faktorijela
                        
'Ispiši rezultat.

```

### REALbasic
```
  
Dim
 
brojac
 
as
 
Integer
 
=
 
5

  
Dim
 
faktorijela
 
as
 
Integer
 
=
 
1

  
While
 
brojac
 
>
 
0

    
faktorijela
 
=
 
faktorijela
 
*
 
brojac
     
//
 
Množi

    
brojac
 
=
 
brojac
 
-
 
1
                    
//
 
Dekrementiraj

  
Wend

  
MsgBox
 
Str
(
 
faktorijela
 
)
                
//
 
Ispiši
 
rezultat
.

```

### CiliC++
```
  
unsigned
 
int
 
brojac
 
=
 
5
;

  
unsigned
 
long
 
faktorijela
 
=
 
1
;

  
while
 
(
brojac
 
>
 
0
)

  
{

    
faktorijela
 
*=
 
brojac
--
;
               
/* Množi pa dekrementiraj. */

  
}
 

  
printf
(
"%i"
,
 
faktorijela
);

```

### Perl
```
  
my
 
$brojac
 
=
 
5
;

  
my
 
$faktorijela
 
=
 
1
;

  
while
 
(
 
$brojac
 
>
 
0
 
)
 

  
{

      
$faktorijela
 
*=
 
$brojac
--
;
           
# Množi pa dekrementiraj

  
}

  
print
 
$faktorijela
;

```

Vrlo slično C i C++ rješenju, s tim da se while petlja mogla također napisati jednom linijom koda:
```
  
$faktorijela
 
*=
 
$brojac
--
 
while
 
$brojac
 
>
 
0
;

```

While petlje se često koriste za čitanje podataka liniju po liniju (kao što je definirano linijskim separatorom $/) iz otvorenih datotečnih ručica:
```
  
open
 
ULAZ
,
 
"<test.txt"
;

  
while
 
(
 
<
ULAZ
>
 
)

  
{

    
print
;

  
}

  
close
 
ULAZ
;

```

### PHP
```
 
$brojac
 
=
 
5
;

 
$faktorijela
 
=
 
1
;

 
while
(
$brojac
 
>
 
0
)
 
{

   
$faktorijela
 
*=
 
$brojac
--
;
 	          
// Množi pa dekrementiraj.

 
}

 
echo
 
$faktorijela
;

```

### Tcl(Tool command language)
```
  
set
 
brojac
 
5

  
set
 
faktorijela
 
1

  
while
 
{
$brojac
 
>
 
0
}
 
{

    
set
 
faktorijela
 
[expr
 
$faktorijela
 
*
 
$brojac
]
 

    
incr
 
brojac
 
-
1
 

  
}

  
puts
 
$faktorijela

```

### Java,C#
Kod za petlju je isti kao i za Javu i C#:
```
  
int
 
brojac
 
=
 
5
;

  
long
 
faktorijela
 
=
 
1
;

  
while
 
(
brojac
 
>
 
0
)

     
faktorijela
 
*=
 
brojac
--
;
 		 
// Množi pa dekrementiraj.

```

Za Javu se rezultat ispisuje na sljedeći način:
```
  
System
.
out
.
println
(
faktorijela
);

```

Isto to u C#:
```
  
System
.
Console
.
WriteLine
(
faktorijela
);

```

### JavaScript
```
var
 
brojac
 
=
 
5
;

var
 
faktorijela
 
=
 
1
;

while
 
(
brojac
)

{

  
faktorijela
 
*=
 
brojac
--
;
 		
// Množi pa dekrementiraj.

}

document
.
body
.
appendChild
(
document
.
createTextNode
(
faktorijela
));

```

### Pascal
```
  
program
 
Faktorijela
;

  
var

    
Brojac
,
 
Faktorijela
:
 
integer
;

  
begin

    
Brojac
 
:=
 
5
;

    
Faktorijela
 
:=
 
1
;

    
while
 
Brojac
 
>
 
0
 
do
 
begin

      
Faktorijela
 
:=
 
Faktorijela
 
*
 
Brojac
;

      
Brojac
 
:=
 
Brojac
 
-
 
1
;

    
end
;

    
Write
(
Faktorijela
)
;

  
end
.

```

### Smalltalk
Suprotno drugim jezicima, u Smalltalku while petlja nije jezični konstrukt već je definirana u klasi BlockClosure kao jednoparametarska metoda, tijelom kao zatvorenošću, rabeći samu sebe kao uvjet.
```
 
|
 brojac faktorijela 
|

 
brojac
 
:=
 
5
.

 
faktorijela
 
:=
 
1
.

 [ 
brojac
 
>
 
0
 ] 
whileTrue:
 
     [ 
faktorijela
 
:=
 
faktorijela
 
*
 (
brojac
 
:=
 
brojac
 
-
 
1
) ]

```

### Python
```
  
brojac
 
=
 
5

  
faktorijela
 
=
 
1

  
while
(
brojac
>
0
):

        
faktorijela
 
*=
 
brojac

        
brojac
 
-=
 
1

  
print
(
faktorijela
)

```

### AutoIt
```
  
Dim
 
$brojac
 
=
 
5
,
 
$faktorijela
 
=
 
1

  
While
 
$brojac
 
>
 
0

     
$faktorijela
 
*=
 
$brojac

     
$brojac
 
-=
 
1

  
WEnd

  
MsgBox
(
0
,
"Faktorijela"
,
 
$faktorijela
)

```

## Vidjeti također
- Do while petlja
- For petlja
- Foreach